# Flemming Dyjak
Flemming Dyjak (7. juli 1934 i København – 29. december 2011 på Frederiksberg) var en dansk skuespiller.
Dyjak har bl.a. været tilknyttet Gladsaxe Teater, Boldhus Teatret og Det Danske Teater. Han har også medvirket i mange kortfilm og radiostykker.

## Filmografi
- Kærlighedsdoktoren (1952)
- Tag til marked i Fjordby (1957)
- Pigen i søgelyset (1959)
- Den sidste vinter (1960)
- Skibet er ladet med (1960)
- Tro, håb og trolddom (1960)
- Løgn og løvebrøl (1961)
- Komtessen (1961)
- Den hvide hingst (1961)
- Gøngehøvdingen (1961)
- Een pige og 39 sømænd (1965)
- Jensen længe leve (1965)
- Krybskytterne på Næsbygaard (1966)
- Mig og min lillebror (1967)
- Far laver sovsen (1967)
- Mig og min lillebror og storsmuglerne (1968)
- Tænk på et tal (1969)
- Mig og min lillebror og Bølle (1969)
- Klabautermanden (1969)
- Der kom en soldat (1969)
- Stine og drengene (1969)
- Den gale dansker (1969)
- Ang.: Lone (1970)
- Kun sandheden (1975)
- Skytten (1977)
- Skal vi danse først? (1979)
- Attentat (1980)
- Olsen-banden over alle bjerge (1981)
- Pengene eller livet (1982)
- Kurt og Valde (1983)
- Drengen der forsvandt (1984)
- Mord i Paradis (1988)
- AFR (2007)

### Tv-serier
- Ka' de lide østers? (1967)
- Huset på Christianshavn (1970-1977)
- En by i provinsen (1977-1980)
- Een stor familie (1982-1983)
- Kald mig Liva (1992)